# 毛沢東思想研究会
毛沢東思想研究会は、西沢隆二が設立した政治団体である（ただし、西沢自身は「政治団体ではありません」と称していた）。西沢の筆名はぬやま・ひろし。同会は、ぬやまの本名から、日本共産党から「西沢一派」などと称されていた。
山谷労働者を組織し、救援連絡センターの活動にも力を入れた。
機関誌は『毛沢東思想研究』や『無産階級』など。

## 概略
『毛沢東思想研究』は、西沢のほか、林克也、大塚有章が編集同人を務めるかたちで、1966年11月に創刊された。設立当時の毛沢東思想研究会は編集同人であると同時に、『毛沢東思想研究』の発行を業務とする株式会社であった。しかし、読者が増えていったことを機に、1967年、同会を大衆団体として再編させるため、株式会社毛沢東思想研究会は、五同産業と合併し、消滅した。
「大衆団体」としての毛沢東思想研究会の結成にあたり、同会結成準備会は1967年10月15日、「結成の呼びかけ」を出した。これを機に、毛沢東思想研究会は大衆団体としての活動がメインとなり、『毛沢東思想研究』の出版業務は五同産業が担うこととなった。
『毛沢東思想研究』発刊当時の毛沢東思想研究会は、西沢を中心とした私的なグループという性格がかなり強く、西沢が編集を務めた雑誌グラフわかものの出版元であったわかもの社が西沢の著書をすべて絶版にしたことや、わかもの社が同社分局に対し西沢の著作をすべて焼却・裁断をするように指示を出したことに対する怒りがぶちまけられていた。
『毛沢東思想研究』には、日中友好協会の内紛について言及した文書や、レオニード・ブレジネフ、宮本顕治などを罵倒した詩やマンガなどが多数掲載されており、運動史を研究するうえで貴重な文献である。
毛沢東思想研究会は、読者が事務所へ来訪することを歓迎した。西沢はみずから編集人を務めた『毛沢東思想研究』編集にあたっては投書欄を重視し、同会に対して批判的な内容でも、可能な限り全部掲載するように努めていた。やむをえず没となった投稿の筆者に対しては、連絡先がわかる限り、手紙を書いていたという。これは、西沢が書いた文書「発表されなかった詩二編」が日本共産党中央に受け入れなかったという西沢の思いが反映されたものと言えよう。
同会の機関誌には本多勝一や飯沼二郎などが寄稿している。国会図書館所蔵の『毛沢東思想研究』は1973年9月第7巻6号で終了している。
なお、毛沢東思想研究会は、大塚有章によって設立された毛沢東思想学院とは別団体である。両者を区別するため、毛沢東思想研究会は「毛研」、毛沢東思想学院は「毛学」と称された。